# Bogotá
Bogotá, tên chính thức Bogotá, D. C. (D.C. viết tắt của Distrito Capital, "quận thủ đô" hay "đặc khu") là thủ đô của Colombia, và cũng là thành phố lớn nhất quốc gia này với dân số 7.412.566 (năm 2018). Từ năm 1991 đến 2000, thành phố còn có tên gọi khác là Santa Fé de Bogotá. Bên cạnh vai trò thủ đô, Bogotá còn là thủ phủ của khu hành chính Cundinamarca. Nếu tính cả các khu vực đô thị lân cận, thành phố Bogotá lên đến gần 11 triệu người.
Thành phố này nằm ở trung tâm của Colombia, trên cao nguyên cao được gọi là trảng cỏ Bogotá, một phần của Altiplano Cundiboyacense nằm ở Cordillera Oriental của dãy núi Andes. Về diện tích, Bogotá có diện tích 1.587 km vuông (613 dặm vuông) và là thành phố lớn nhất ở Colombia, và là một trong số các thành phố lớn nhất Mỹ Latinh. Nằm ở độ cao 2.640 mét (8.660 ft) (8660 ft) so với mực nước biển, Bogotá là thủ đô cao thứ ba của Nam Mỹ sau Quito (Ecuador) và La Paz (Bolivia). Với nhiều trường đại học và thư viện, Bogotá còn được xem là "Athens của Nam Mỹ". Bogotá cũng sở hữu vùng đất moorland lớn nhất thế giới, nằm ở khu Sumapaz. Thành phố xếp hạng 54 theo Chỉ số các thành phố toàn cầu năm 2010, và nằm trong hạng Beta+ trong danh sách thành phố toàn cầu theo GaWC.

## Lịch sử

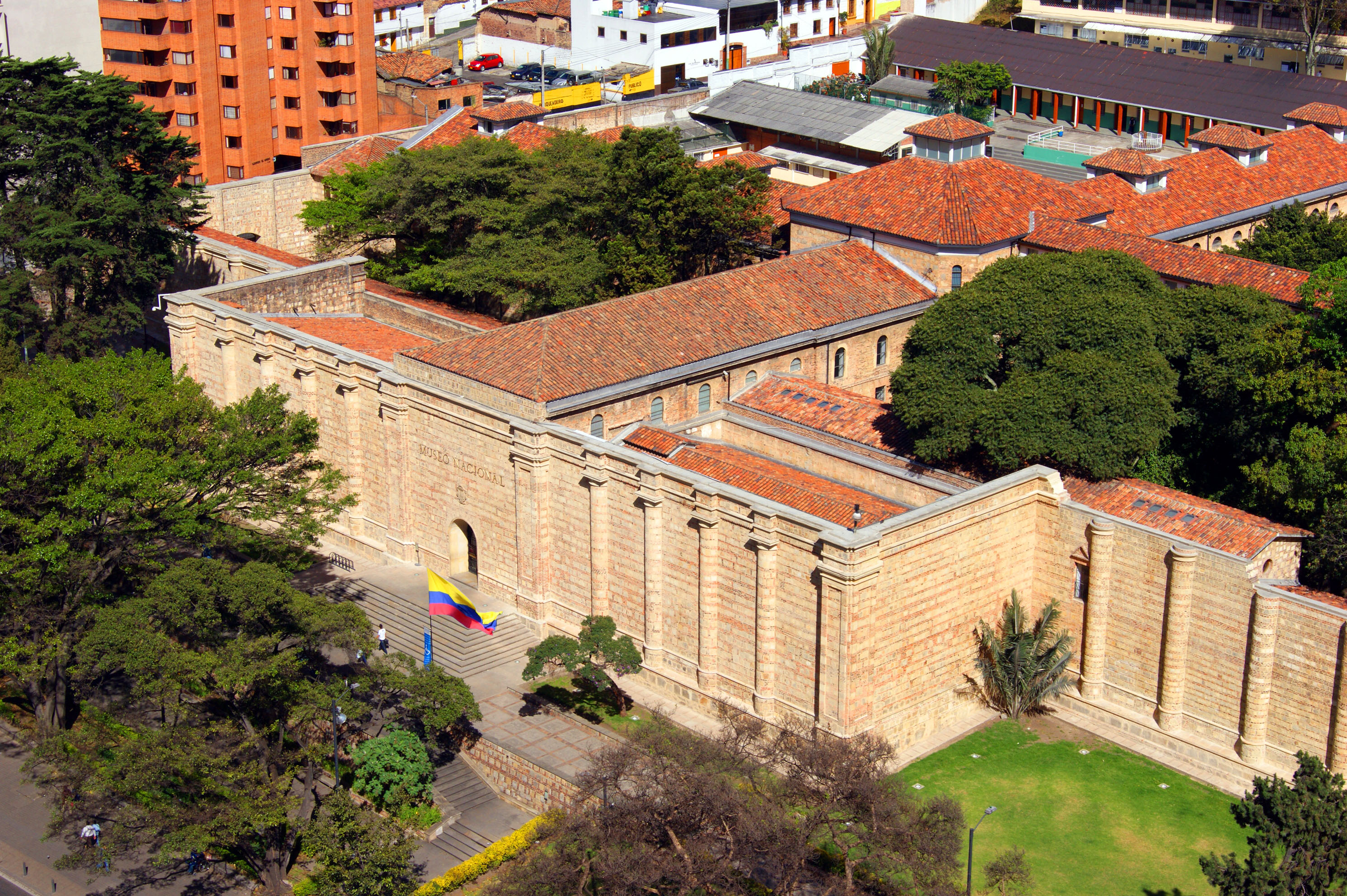
Bảo tàng quốc gia Colombia

Khu vực Bogotá hiện đại được các nhóm người bản địa di cư đầu tiên di cư về phía nam dựa trên mối quan hệ với các ngôn ngữ Chibcha khác; Bogotá savanna là nhóm nói tiếng Chibcha cực nam tồn tại từ Nicaragua đến Andes ở Colombia. Nền văn minh được xây dựng bởi Muisca, người định cư ở thung lũng và vùng cao nguyên màu mỡ và xung quanh Altiplano Cundiboyacense (các cơ quan hiện đại của Cundinamarca và Boyacá và các bộ phận nhỏ của Santander), là một trong bốn nền văn minh lớn ở châu Mỹ. Cái tên Muisca Confederation đã được trao cho một xã hội bình đẳng lỏng lẻo của nhiều người đứng đầu (caciques), những người sống trong khu định cư nhỏ với tối đa 100 bohíos. Nông nghiệp và xã hội dựa trên muối của người dân rất giàu vàng, buôn bán và ướp xác. Các tôn giáo của Muisca bao gồm các vị thần khác nhau, chủ yếu liên quan đến hiện tượng tự nhiên như mặt trời (Sué) và vợ, mặt trăng; Chía, mưa Chibchacum, cầu vồng Cuchavira và với việc xây dựng và tiệc tùng (Nencatacoa) và trí tuệ (Bochica). Lịch luni-năng lượng mặt trời phức tạp của họ, được giải mã bởi Manuel Izquierdo dựa trên công việc của Duquesne, theo sau ba bộ năm khác nhau, nơi mà những tháng sidereal và synodic được đại diện. Kiến thức thiên văn của họ được thể hiện ở một trong số ít những địa danh còn tồn tại của kiến trúc Muisca ở El Infiernito bên ngoài Villa de Leyva ở phía bắc Bogotá.

### Thời kì sơ khai
Các quần thể đầu tiên sinh sống tại khu vực vùng đô thị ngày nay của Bogotá, là những người săn bắn hái lượm trong thời kỳ cuối thế Pleistocen. Bằng chứng ngày xưa nhất cho đến nay đã được phát hiện ở El Abra (12.500 BP), phía bắc Zipaquirá. Một chút sau đó ngày khai quật tại một nơi trú ẩn đá phía tây nam của thành phố ở Soacha cung cấp độ tuổi ~ 11.000 BP; Tequendama. Kể từ khoảng năm 0 SCN, Muisca thuần hóa lợn guinea, một phần của chế độ ăn thịt. [20] Những người sống ở vùng hoang mạc Bogotá vào cuối thế kỷ 15 là Muisca, nói tiếng Muysccubun, một dạng của các ngôn ngữ Chibcha. Muisca có nghĩa là "con người" hay "người", tạo ra "người Muisca", cách chúng được gọi là tautology. Khi sự xuất hiện của những kẻ chinh phục, dân số được ước tính là nửa triệu người bản địa trên vùng hoang dã Bogotá lên tới hai triệu người trong Liên bang Muisca. Họ chiếm vùng cao nguyên và khí hậu ôn hòa giữa Dãy núi Sumapaz ở phía tây nam và đỉnh tuyết của Cocuy ở phía đông bắc, bao gồm diện tích khoảng 25.000 km2 (9,653 dặm vuông), bao gồm đồng bằng cao Bogotá, bộ phận Boyacá hiện tại và một phần nhỏ của Santander.
Thương mại là hoạt động quan trọng nhất của Muisca với các nước láng giềng nói tiếng Chibcha khác, như Guane, Lache và U'wa và với các nhóm Cariban là Muzo hoặc "Emerald People". Kiến thức của họ về sản xuất muối từ nước muối, một nhiệm vụ dành riêng cho phụ nữ Muisca, đã đặt cho họ cái tên "Người muối". Trái cây nhiệt đới không mọc trên các vùng cao nguyên mát mẻ, coca, bông vàng được giao dịch tại các thị trường diễn ra mỗi tuần Muisca; cứ bốn ngày một lần. Tại những thị trường thường xuyên này, Muisca thu được hàng hóa xa xỉ khác nhau dường như vô giá trị trong ý nghĩa hiện đại và kim loại quý và đá quý có vẻ có giá trị đối với chúng tôi trở nên phong phú và được sử dụng cho nhiều mục đích khác nhau. Các elis chiến binh Muisca được phép mặc vương miện lông, từ vẹt và macacs có môi trường sống ở phía đông của dãy núi Andes; Guayupe nói tiếng Arawkan, Tegua và Achagua.
Zipa tại thời điểm thực dân Tây Ban Nha sang chinh phục là Tisquesusa. Bohío chính của ông là ở Bacatá với những người khác ở Funza và Cajicá, đặt tên cho thủ đô hiện tại của Colombia. Một lời tiên tri trong cuộc sống của ông đã thành hiện thực; ông sẽ chết, tắm trong máu của chính mình. Bảo vệ Funza với một đội quân chiến binh guecha giảm mạnh chống lại những người lạ kiệt sức nhưng kiệt sức, triều đại của ông rơi vào tay Gonzalo Jiménez de Quesada và em trai Hernán Pérez vào ngày 20 tháng 4 năm 1537. Khi ông qua đời, anh trai của ông Sagipa trở thành zipa cuối cùng, chống lại truyền thống thừa kế của Muisca. Sagipa từng là một đội trưởng chính của Tisquesusa nhưng nhanh chóng nộp cho các nhà cai trị Tây Ban Nha. Encomenderos đầu tiên hỏi giá cao trong các sản phẩm có giá trị và sản xuất nông nghiệp từ người dân bản địa. Trên hết, các dịch bệnh khác nhau của các virus châu Âu đã lan rộng qua dân số, trong đó Boyacá 65-85% của Muisca đã bị giết trong vòng 100 năm.
Bogotá được thành lập bởi Gonzalo Jiménez de Quesada theo khái niệm truyền thống là vào ngày 6 tháng 8 năm 1538. Các tài liệu khác cho biết một cơ sở thứ hai được thực hiện vào ngày 27 tháng 4 năm 1539. Gonzalo Jiménez và những kẻ chinh phục chính De Belalcázar và Federmann, rời Tây Ban Nha vào tháng 4 năm 1539, cùng nhau thành lập Guataquí vào ngày 6 tháng 4 năm 1539. Sự cai trị trên Vương quốc mới của Granada đã được để lại cho Hernán. Thị trưởng đầu tiên của thành phố là Pedro de Arevalo y Jeronimo de Inzar. Bogotá trở thành thủ đô của phó vương quốc Tân Granada. Với sự độc lập, Bogotá trở thành thủ đô của Đại Colombia và sau đó là thủ đô của Cộng hòa Colombia.

### Chuyến thám hiểm của Gonzalo Jimenez de Quesada

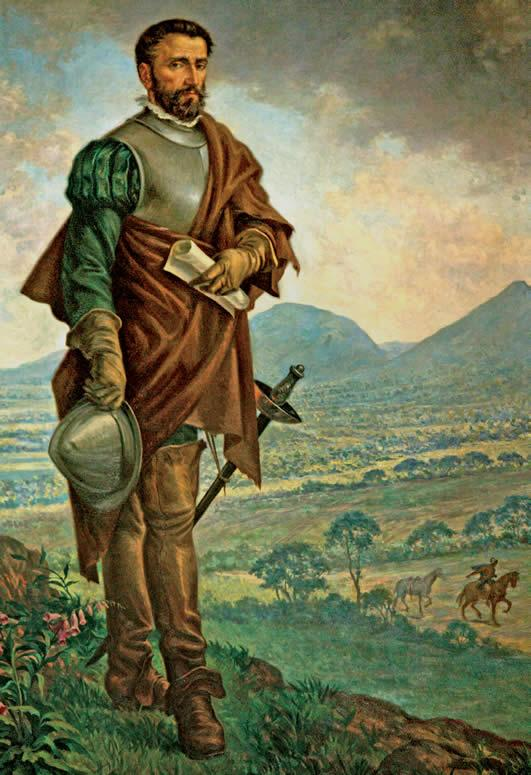
Conquistador người Tây Ban Nha Gonzalo Jiménez de Quesada, người đã tìm ra thành phố Bogota

Từ năm 1533, một niềm tin vẫn tồn tại rằng sông Magdalena là con đường mòn đến Thái Bình Dương, đến Peru, huyền thoại El Dorado. Đó là mục tiêu của Gonzalo Jiménez de Quesada, người chinh phục Granadanian rời Santa Marta vào ngày 6 tháng 4 năm 1536 với 800 binh lính, hướng về phía nội địa của Colombia hiện tại. Đoàn thám hiểm chia thành hai nhóm, một nhóm dưới quyền chỉ huy của Quesada để di chuyển trên đất liền, và một người khác do Diego de Urbino chỉ huy sẽ đi lên sông trong bốn tàu brigantine, sau đó, gặp quân Quesada tại địa điểm Tora de las Barrancas Bermejas. Khi họ đến, họ nghe tin về người da đỏ sống ở phía nam và làm bánh muối lớn dùng để buôn bán bông và cá hoang dã. Jiménez quyết định từ bỏ tuyến đường đến Peru và băng qua núi để tìm kiếm các làng muối. Họ nhìn thấy cây trồng, đường mòn, bánh muối trắng và sau đó túp lều, nơi họ tìm thấy ngô, yucca và đậu. Từ Tora, đoàn thám hiểm đã đi lên sông Opón và tìm thấy những người dân bản địa được bao phủ bởi những lớp áo bông được sơn rất mịn. Khi họ đến vùng lãnh thổ Muisca, đoàn thám hiểm rời khỏi Santa Marta, chỉ còn lại 162 người.

### Thời kì thuộc địa Tây Ban Nha
Ở phía bên kia Plaza de Bolívar, Chapter và Royal Audience được thành lập. Các đường phố tham gia Major Plaza và Herbs Plaza - hiện tại Santander Park - được đặt tên Calle Real (Royal Street), bây giờ Carrera Séptima (hoặc "Seventh Street"; tính từ những ngọn núi phía đông của thành phố).
Được hình thành bởi người châu Âu, mestizo, người dân bản địa và nô lệ, từ nửa sau của thế kỷ 16, dân số bắt đầu phát triển nhanh chóng. Cuộc điều tra dân số năm 1789 ghi nhận 18.161 cư dân, và đến năm 1819, dân số thành phố đã lên đến 30.000 cư dân được phân phát theo 195 khối. Tầm quan trọng tăng lên khi giáo phận được thành lập.
Thị trưởng thành phố và chương được thành lập bởi hai hội đồng, được hỗ trợ bởi các constable và cảnh sát trưởng, chi phối thành phố. Để quản lý tốt hơn các miền này, vào tháng 4 năm 1550, Khán giả của Santafé de Bogotá đã được tổ chức. Vào thời điểm đó, thành phố đã trở thành thủ đô và là ngôi nhà của chính phủ Vương quốc Granada mới. Mười bốn năm sau đó vào năm 1564, người Tây Ban Nha được chỉ định làm chủ tịch Hoàng gia đầu tiên, Andrés Díaz Venero de Leyva.

### Thế kỉ XIX
Bất bình chính trị trên khắp các thuộc địa của Tây Ban Nha ở lục địa Nam Mỹ đã được thể hiện ở New Granada theo nhiều cách khác nhau, thúc đẩy phong trào độc lập. Một trong những siêu việt nhất là Cuộc cách mạng của Comuneros, một cuộc bạo động của người dân bắt đầu ở Villa del Socorro - hiện tại của Sở Santander - tháng 3 năm 1781. [cần dẫn nguồn] chính quyền Tây Ban Nha đã đàn áp cuộc nổi dậy, và José Antonio Galán, lãnh đạo, Thực thi. Tuy nhiên, anh để lại một dấu ấn. Ông được theo sau vào năm 1794 bởi Antonio Nariño, tiền thân của sự độc lập bằng cách dịch và xuất bản ở Santa Fe, Quyền của Nam giới và Công dân, vào 20 tháng 7 các nhà lãnh đạo phong trào năm 1810.
Giữa năm 1819 và 1849, không có sự thay đổi cấu trúc cơ bản nào từ thời kỳ thuộc địa. Vào giữa thế kỷ 19, một loạt các cải cách cơ bản đã được ban hành, một số việc xóa bỏ nô lệ quan trọng nhất và ngành công nghiệp tôn giáo, giảng dạy, in ấn và phát biểu và tự do thương mại, trong số những người khác. chủ nghĩa cấp tiến thúc đẩy cải cách và các tổ chức nhà nước và xã hội đã được sửa đổi đáng kể. Tuy nhiên, trong nửa sau của thế kỷ, đất nước phải đối mặt với tuyên bố vĩnh cửu, tuyên bố nổi loạn giữa các quốc gia và phe phái dẫn đến các cuộc nội chiến: cuộc chiến cuối cùng và đẫm máu nhất là Chiến tranh Ngàn ngày từ năm 1899 đến năm 1902.
Năm 1823, một vài năm sau khi thành lập Đại Colombia, Thư viện Công cộng, nay là Thư viện Quốc gia, được mở rộng và hiện đại hóa với khối lượng mới và các cơ sở vật chất tốt hơn. Bảo tàng Quốc gia được thành lập. Những tổ chức này có tầm quan trọng lớn đối với sự phát triển văn hóa của nước Cộng hòa mới. Trường Đại học Trung ương là trường đầu tiên của Nhà nước, tiền thân của Đại học Quốc gia hiện tại, được thành lập năm 1867 và có trụ sở tại Bogotá.

### Thế kỉ XX

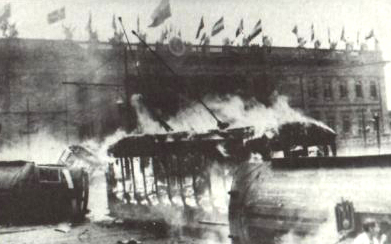
Bogotazo

Tổng thống Rafael Núñez tuyên bố chấm dứt chủ nghĩa liên bang, vào năm 1886, nước này trở thành một nước Cộng hòa trung lập do hiến pháp có hiệu lực - lưu một số sửa đổi - đến năm 1981. Ở giữa các đại diện chính trị và chính trị, Bogotá tiếp tục là thủ đô và chính trị chính trung tâm của đất nước.
Từ căn cứ chỉ có 20.000 người vào năm 1793, thành phố đã tăng lên khoảng 117.000 người vào năm 1912. Dân số tăng nhanh sau năm 1870, phần lớn là do di cư từ vùng cao nguyên phía đông.
Đầu thế kỷ 20, Colombia phải đối mặt với những hậu quả tàn khốc từ cuộc Chiến tranh một nghìn ngày, kéo dài từ năm 1899 đến năm 1902 và để mất Panama. Từ năm 1904 đến năm 1909, sự hợp pháp của Đảng tự do đã trở lại được thành lập và Tổng thống Rafael Reyes cố gắng thực hiện một chính phủ quốc gia. Việc tái tổ chức hòa bình và nhà nước đã tạo ra sự gia tăng của các hoạt động kinh tế. Bogotá bắt đầu chuyển đổi kiến trúc và đô thị sâu sắc với sự gia tăng sản xuất công nghiệp và thủ công quan trọng. Năm 1910, Triển lãm Công nghiệp của Thế kỷ đã diễn ra tại Công viên Độc lập. Gian hàng được xây dựng bằng chứng là công nghiệp, tác phẩm nghệ thuật, nghệ thuật beaux, tiến bộ điện và máy móc đạt được. Giai đoạn 1910-1930 được chỉ định quyền bá chủ bảo thủ. Giữa năm 1924 và 1928, các cuộc đấu tranh công đoàn bắt đầu, với các mỏ dầu và các cuộc tấn công của các công nhân khu vực sản xuất chuối, khiến nhiều người chết
Bogotá thực tế không có ngành công nghiệp. Sản xuất về cơ bản là các tác phẩm nghệ thuật được nhóm lại ở những nơi cụ thể, tương tự như các khu vực thương mại Plaza de Bolívar và các cửa hàng mũ xung quanh, tại Calle del Comercio - Carrera Seventh- và Calle Florián –now Carrera Tám cửa hàng sang trọng bán các sản phẩm nhập khẩu mở cửa; tại Pasaje Hernández, các cửa hàng may được cung cấp dịch vụ của họ, và giữa năm 1870 và 1883, bốn ngân hàng chính đã mở cửa: Bogotá, Colombia, Ngân hàng tín dụng phổ biến và thế chấp.
Sau vụ thảm sát khu vực bãi chuối và phân chia Đảng bảo thủ, Enrique Olaya Herrera nhậm chức năm 1930. Đảng tự do cải cách trong 16 năm của cái gọi là khu vực tự do, nông nghiệp, xã hội, chính trị, lao động, giáo dục, kinh tế và hành chính. Liên minh tăng cường và bảo hiểm giáo dục mở rộng.
Lễ kỷ niệm đã tạo ra một số lượng lớn các công trình cơ sở hạ tầng, xây dựng mới và các nguồn công việc. Sau sự phân chia Đảng tự do năm 1946, một ứng cử viên bảo thủ chiếm chức tổng thống lần nữa vào năm 1948, sau khi giết chết lãnh tụ tự do Jorge Eliécer Gaitán, trung tâm thành phố Bogotá hầu như bị phá hủy khi bạo lực leo thang. Từ đó, các khu đô thị, kiến trúc và dân cư của Bogotá đã được tổ chức lại đáng kể.

## Địa lý
Bogotá nằm ở phần phía đông nam của xavan Bogotá (Sabana de Bogotá) ở độ cao trung bình 2.640 mét (8.660 ft) trên mực nước biển. Xavan Bogotá thường được gọi là "thảo nguyên" (sabana), nhưng thực sự là một cao nguyên ở vùng núi Andes, một phần của vùng mở rộng được gọi là Altiplano Cundiboyacense, nghĩa đen là "cao nguyên Cundinamarca và Boyacá".
Ở cực nam của các quận thuộc Bogota, hệ sinh thái páramo lớn nhất thế giới có thể được tìm thấy; Sumapaz Páramo ở địa phương Sumapaz.
Sông Bogotá chảy theo hướng Đông Bắc-Tây Nam đi qua sabana, hình thành thác Tequendama (Salto del Tequendama) ở phía nam. Các dòng sông nhánh tạo thành các thung lũng với các làng phát triển mạnh, có nền kinh tế dựa trên nông nghiệp, chăn nuôi và sản xuất thủ công.
Các sabana giáp với phía đông của Cordillera Oriental của dãy núi Andes. Đồi phía Đông, hạn chế diện tích của thành phố, chạy từ nam đến bắc, và hình thành phía đông của trung tâm các dãy núi Guadalupe và Monserrate. Giới hạn thành phố phía tây là sông Bogotá. Các Sumapaz Paramo (moorland) giáp phía nam và phía bắc Bogotá kéo dài trên cao nguyên lên đến các thị trấn Chía và Sopó.

### Khí hậu
Do tọa lạc ở độ cao 2640 m trên cao nguyên nên dù nằm khá gần đường xích đạo, Bogotá lại có khí hậu cao nguyên cận nhiệt đới với thời tiết khá ôn hòa (Köppen Cfb). Nhiệt độ trung bình là 14,5 °C (58 °F) và thường dao động từ 6 đến 19 °C (43 đến 66 °F) vào những ngày nắng đến 10 đến 18 °C (50 đến 64 °F) vào những ngày mưa. Mùa khô và mùa mưa thay đổi quanh năm. Những tháng khô nhất là tháng 12, tháng 1, tháng 7 và tháng 8. Tháng ấm nhất là tháng 3, nhiệt độ có thể lên tối đa đến 19,7 °C (67,5 °F). Những đêm mát mẻ nhất xảy ra vào tháng Giêng, với nhiệt độ trung bình là 7,6 °C (45,7 °F) trong thành phố; sương mù là rất bình thường vào buổi sáng sớm, 220 ngày mỗi năm, trong khi hiện tượng bầu trời trong sáng đầy nắng là điều khá bất thường.
Nhiệt độ cao nhất chính thức được ghi lại trong phạm vi thành phố là 30,0 °C (86 °F), và nhiệt độ thấp nhất được ghi là −7,1 °C (19 °F).
Những tháng mưa nhất là tháng 4, tháng 5, tháng 9, tháng 10 và tháng 11, trong đó những ngày điển hình hầu như bị u ám, với những đám mây thấp và một số gió, mang lại nhiệt độ tối đa 18 °C (64 °F) và thấp 7 °C (45 °F).
| Tháng                                                                       | 1           | 2           | 3           | 4           | 5           | 6           | 7           | 8           | 9           | 10          | 11          | 12          | Năm         |
| --------------------------------------------------------------------------- | ----------- | ----------- | ----------- | ----------- | ----------- | ----------- | ----------- | ----------- | ----------- | ----------- | ----------- | ----------- | ----------- |
| Trung bình ngày tối đa °C (°F)                                              | 20.2 (68.4) | 20.3 (68.5) | 20.4 (68.7) | 20.1 (68.2) | 20.0 (68.0) | 19.2 (66.6) | 18.6 (65.5) | 18.8 (65.8) | 19.2 (66.6) | 19.5 (67.1) | 19.6 (67.3) | 19.9 (67.8) | 19.6 (67.3) |
| Tối thiểu trung bình ngày °C (°F)                                           | 7.6 (45.7)  | 8.4 (47.1)  | 9.5 (49.1)  | 9.7 (49.5)  | 9.7 (49.5)  | 9.5 (49.1)  | 9.2 (48.6)  | 8.9 (48.0)  | 8.7 (47.7)  | 9.0 (48.2)  | 9.2 (48.6)  | 8.0 (46.4)  | 9.0 (48.1)  |
| Lượng Giáng thủy trung bình mm (inches)                                     | 50 (2.0)    | 68 (2.7)    | 91 (3.6)    | 135 (5.3)   | 120 (4.7)   | 54 (2.1)    | 35 (1.4)    | 45 (1.8)    | 70 (2.8)    | 137 (5.4)   | 127 (5.0)   | 81 (3.2)    | 1.013 (40)  |
| Số ngày mưa trung bình (≥ 1 mm)                                             | 9           | 12          | 14          | 18          | 19          | 17          | 15          | 14          | 16          | 21          | 16          | 11          | 182         |
| Độ ẩm tương đối trung bình (%)                                              | 75          | 76          | 75          | 77          | 77          | 75          | 74          | 74          | 75          | 76          | 77          | 76          | 76          |
| Số giờ nắng trung bình tháng                                                | 156         | 128         | 107         | 88          | 83          | 94          | 114         | 117         | 109         | 96          | 103         | 138         | 1.328       |
| Nguồn: Instituto de Hidrología, Meteorología y Estudios Ambientales (IDEAM) |             |             |             |             |             |             |             |             |             |             |             |             |             |

## Không gian đô thị

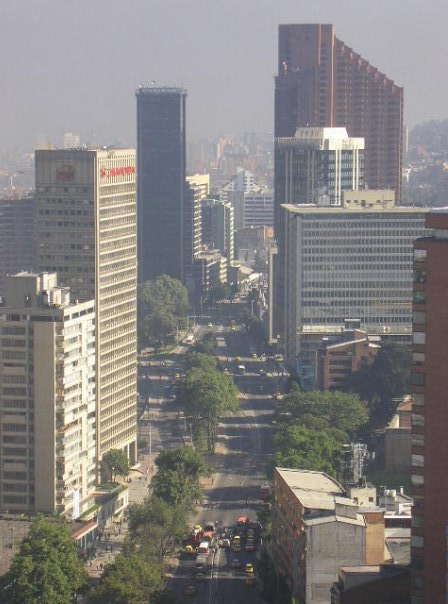
Carrera Séptima (Seventh Avenue)

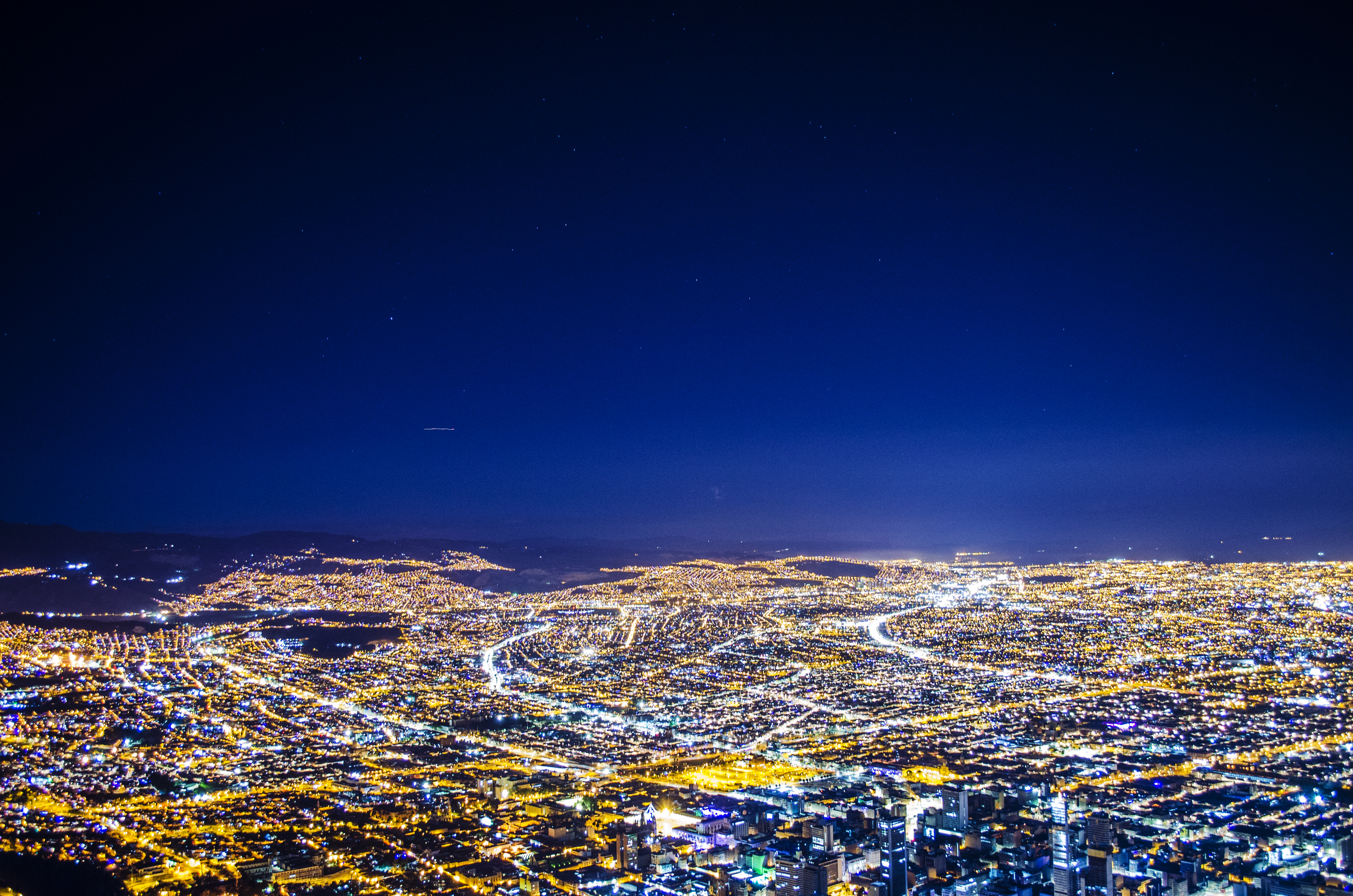
Bogotá là thành phố đông dân thứ ba ở Nam Mỹ, sau São Paulo và Lima

Bogotá có 20 khu, những khu vực có kinh tế phát triển nằm về phía bắc và đông bắc, gần các chân đồi của Eastern Cordillera và gần với Đồi Eastern ở các huyện Chapinero, Usaquén và phía đông Suba. Tầng lớp trung lưu thấp hơn nằm ở trung tâm, phía tây và tây bắc của thành phố. Các khu vực nghèo hơn nằm về phía nam và đông nam.
Cách bố trí đô thị ở trung tâm thành phố dựa trên tiêu điểm của quảng trường hoặc các trung tâm thương mại, điển hình của những khu định cư kiểu Tây Ban Nha, nhưng bố cục dần dần trở nên hiện đại hơn ở các khu dân cư xa xôi. Các loại đường hiện tại được phân loại là Đường gọi (đường phố), chạy từ tây sang đông theo chiều ngang, với số đường tăng về hướng bắc và cũng về phía nam (với hậu tố "Sur") từ Calle 0 xuống phía nam. Carreras (đường) chạy từ bắc xuống nam theo chiều dọc, với số lượng tăng từ đông sang tây. (với hậu tố "Este" cho các con đường phía đông của Carrera 0). Ở phía đông nam của thành phố, các địa chỉ là hợp lý sur-este. Các loại đường khác phổ biến hơn ở các khu vực mới của thành phố có thể được gọi là Eje (Trục), Đường chéo hoặc Đường ngang. Hệ thống đánh số cho địa chỉ đường phố gần đây đã thay đổi và số được chỉ định theo thứ hạng đường phố từ các con đường chính đến các con đường nhỏ hơn và đường phố địa phương. Một số con đường chính của Bogotá, cũng có một tên riêng cùng với một số, là:
- Norte-Quito-Sur hoặc NQS (North Quito South Avenue, từ 9th Rd ở phía bắc sau đường sắt đến đường 30, hoặc Quito City Avenue và Southern Highway)
- Autopista Norte-Avenida Caracas (Xa lộ phía Bắc, hoặc 45th Rd, tham gia Caracas Avenue, hoặc 14th Rd)
- Avenida Circunvalar (hoặc 1st Rd)
- Avenida Suba (60th transversal từ 100th St the Suba Hills; 145th St từ Suba Hills về phía tây)
- Avenida El Dorado (Đại lộ El Dorado hoặc Đường số 26)
- Avenida de las Américas (Đại lộ Châu Mỹ, từ đường 34 ở phía đông đến đường thứ 6 ở phía tây)
- Đại lộ Avenida Primero de Mayo (Đại lộ số 1, hoặc đường số 22 Nam)
- Avenida Ciudad de Cali (Đại lộ Cali City hoặc Đường 86)
- Avenida Boyacá (Đại lộ Boyacá hoặc Đường 72)
- Autopista Sur (Đường cao tốc phía Nam)

## Nhân chủng học
Là thành phố lớn nhất và đông dân nhất Colombia, Bogotá có 7.412.566 cư dân (thống kê 2018), với mật độ dân số khoảng 4.310 người/km2. Chỉ có 15.810 người sống trong các vùng nông thôn của thủ đô. 47,5% dân số là nam và 52,5% nữ.
Ở Bogotá, như ở phần còn lại của đất nước này, đô thị hóa đã tăng tốc do công nghiệp hóa cũng như các lý do chính trị và xã hội phức tạp như đói nghèo và bạo lực, dẫn đến di cư từ nông thôn đến thành thị trong suốt thế kỷ 20 và 20. Một ví dụ đầy điển hình về điều này là số người di tản đến Bogotá do xung đột vũ trang nội bộ.
Một số ước tính cho thấy dân số nổi của Bogotá có thể lên đến 4 triệu người, phần lớn trong số họ là lao động nhập cư từ các bộ phận khác và những người di dời. Phần lớn dân số di dời sống ở các khu vực Ciudad Bolívar, Kennedy, Usme và Bosa.
Thành phần dân tộc của dân số thành phố bao gồm các nhóm thiểu số người gốc Phi-la-ti (1,5%), và người châu Mỹ bản địa (0,2%); 98,27% dân số không có dân tộc, nhưng là mestizo và người da trắng.

### Tội phạm
Bogotá có những bước cải tiến lớn trong việc thay đổi tỷ lệ tội phạm, với hình ảnh là thành phố có tỷ lệ tội phạm được xếp trong nhóm cao nhất thế giới trong thập niên 1990. Năm 1993 có 4.352 vụ giết người có chủ ý chiếm tỷ lệ 81/100.000 dân; năm 2007, Bogotá có 1.401 vụ ám sát với tỷ lệ 19/100.000 dân, và đã giảm xuống còn 16,9/100.000 dân năm 2012 (thấp nhất kể từ năm 1983)
 Thành công này là kết quả của một chính sách an ninh tích hợp được gọi là "Comunidad Segura", lần đầu tiên được thông qua vào năm 1995 và tiếp tục được thực thi.

## Kinh tế

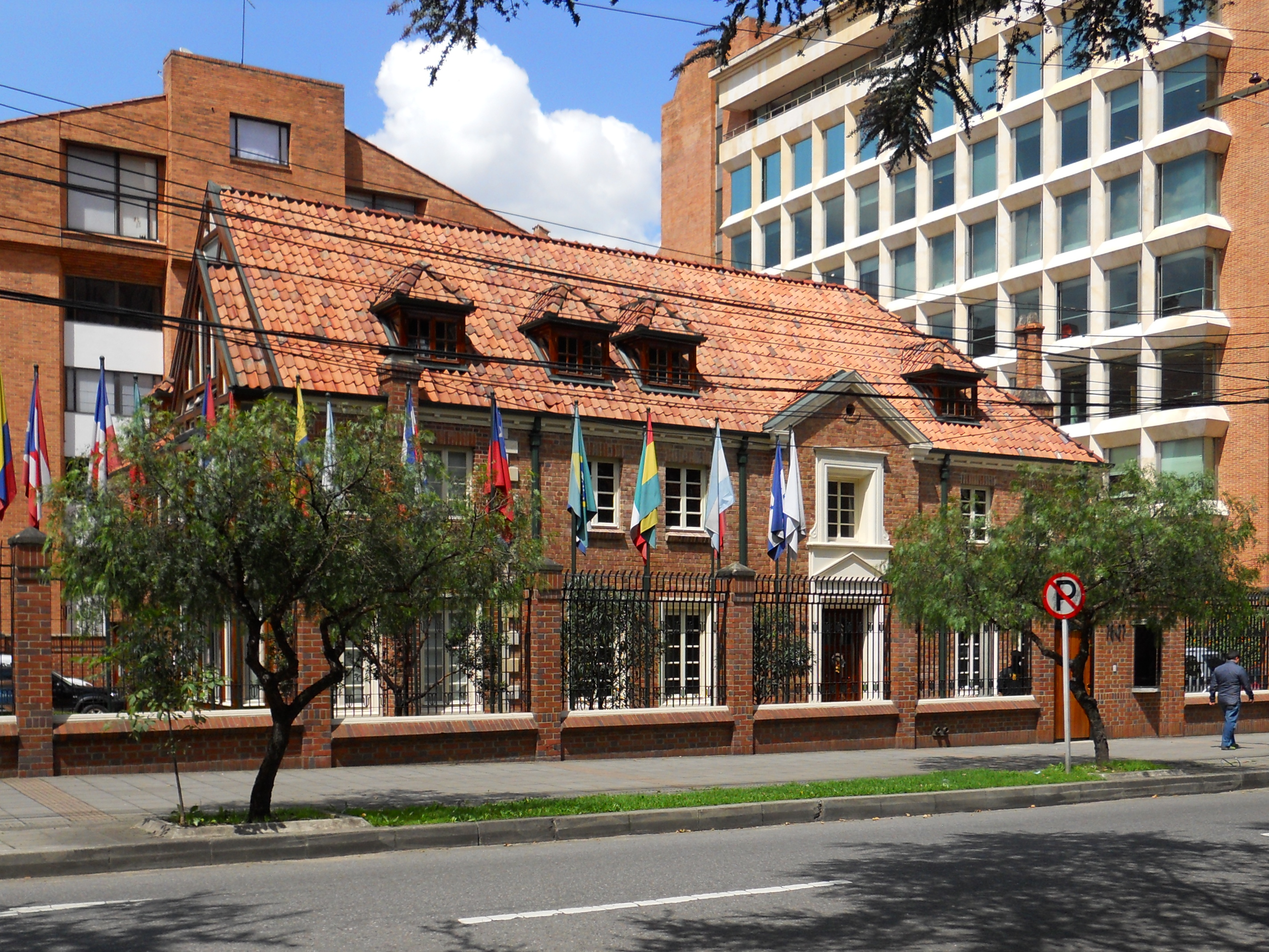
Khu phố của Anh ở Bogota

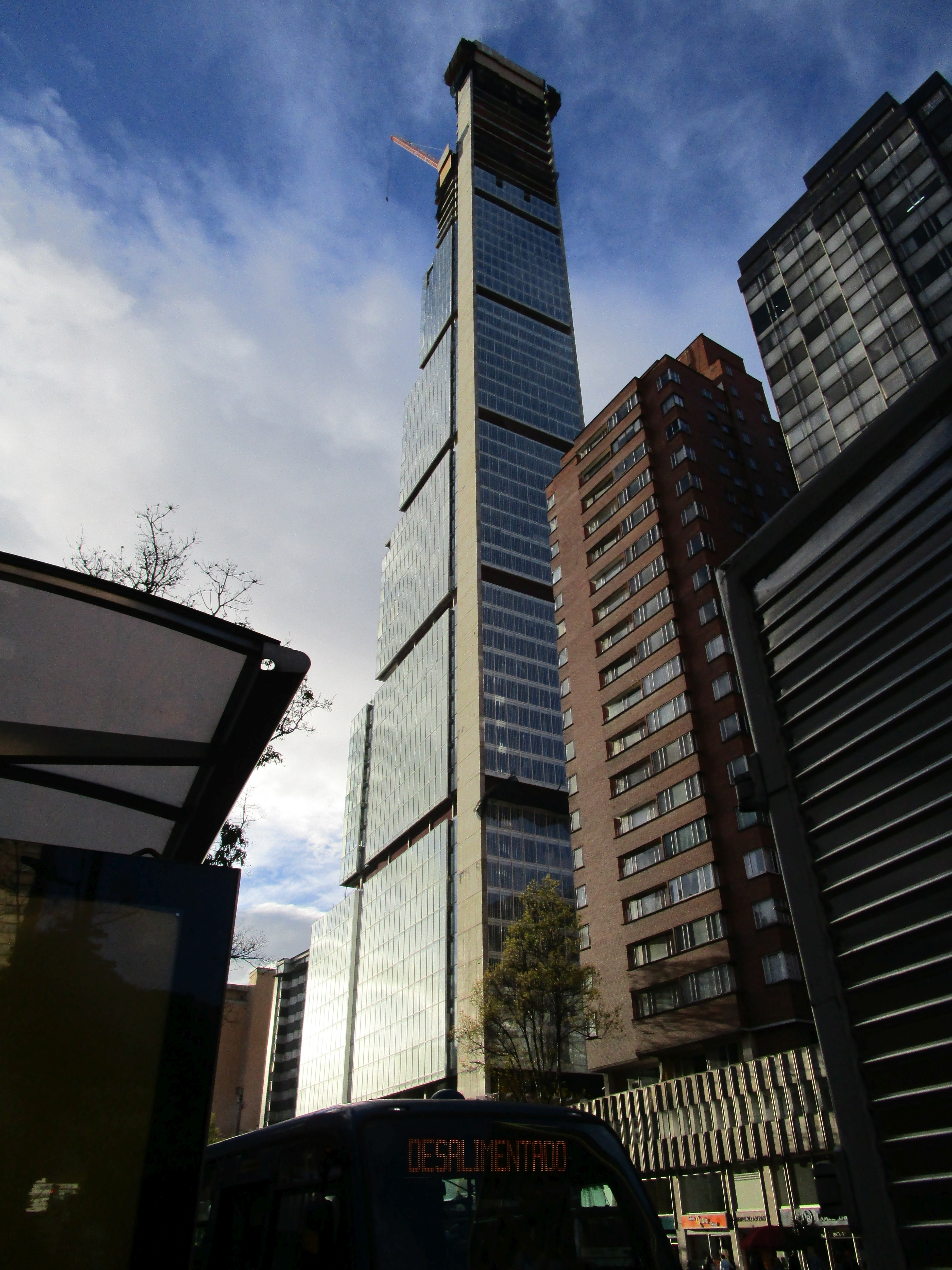
BD Bacatá, tòa nhà cao nhất thành phố.

Bogotá là trung tâm kinh tế và công nghiệp chính của Colombia. Chính phủ Colombia ủng hộ việc nhập khẩu hàng hóa vốn, Bogotá là một trong những điểm đến chính của các hàng nhập khẩu này.
Vào năm 2016, Nhóm nghiên cứu và mạng lưới thành phố thế giới (GaWC) từ Vương quốc Anh xếp Bogotá là một thành phố thế giới Alpha in trong danh mục của Nhóm nghiên cứu thành phố thế giới, một thứ hạng cao. Alpha và Alpha- thành phố là những thành phố quan trọng trên thế giới liên kết các khu vực kinh tế lớn với nền kinh tế thế giới.

### Du lịch
GDP từ ngành du lịch & lợi nhuận du lịch của thành phố là 2,5%. Bogotá chịu trách nhiệm cho 56% du lịch đến Colombia và là 1.423 công ty đa quốc gia. Bogotá cũng được xếp hạng cao như là một thành phố toàn cầu nơi kinh doanh được thực hiện và các cuộc họp được tổ chức. Bogotá là một điểm đến hội họp quốc tế đang phát triển.
Trong năm qua, Bogotá đã tổ chức được 50 sự kiện quốc tế lớn, với 12 sự kiện đẳng cấp thế giới đang diễn ra. Hội nghị thượng đỉnh thế giới lần thứ 16 về giải Nobel Hòa bình diễn ra từ ngày 2 đến ngày 5 tháng 2 năm 2017 tại Bogotá, Colombia. One Young World là diễn đàn toàn cầu ưu việt dành cho các nhà lãnh đạo trẻ tuổi từ 18–30. Bogotá, Colombia là thành phố chủ nhà cho Hội nghị thượng đỉnh năm 2017.

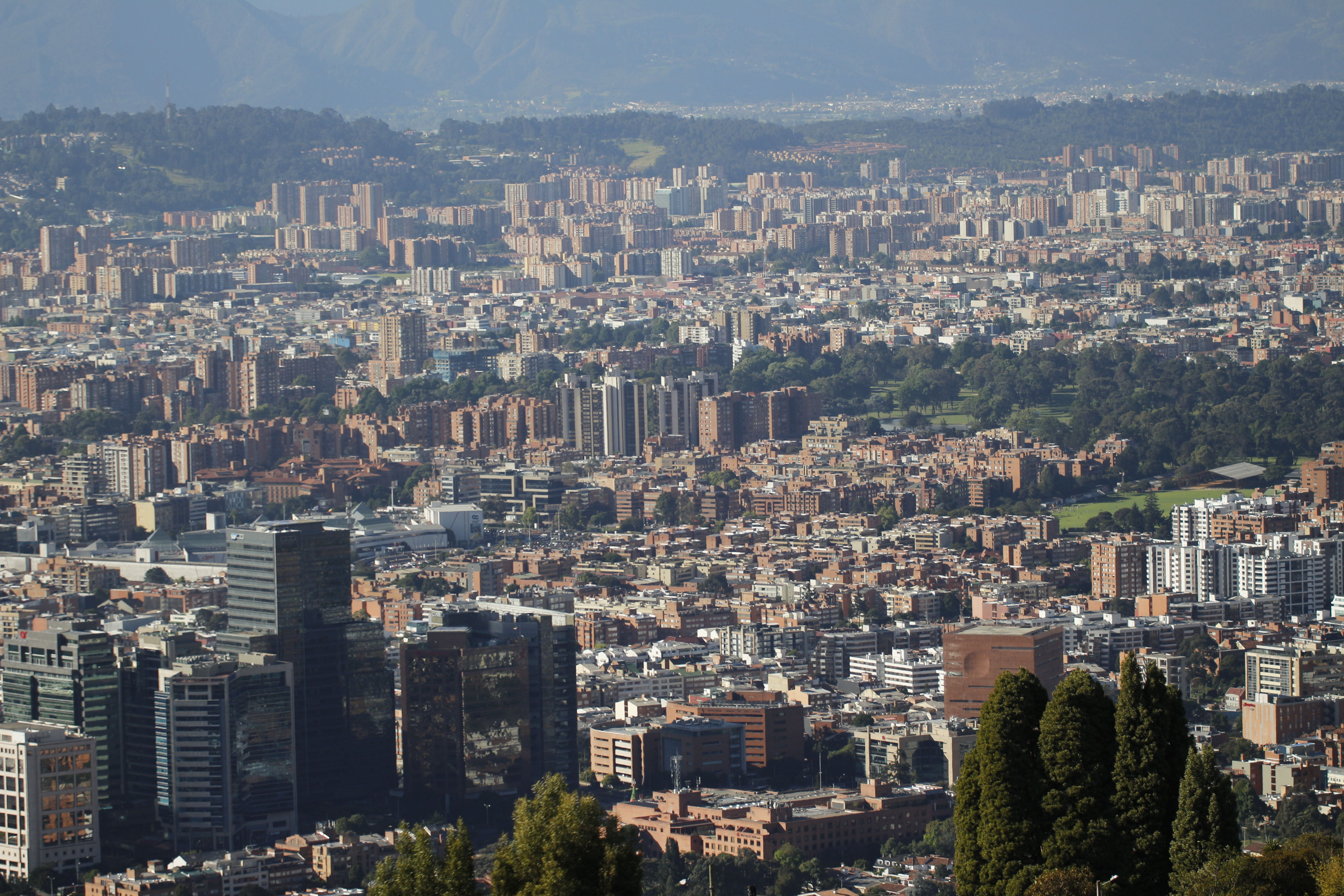
khu phố Usaquen

Các khách sạn ở trung tâm lịch sử của La Candelaria và các khu vực xung quanh phục vụ cho những người yêu thích văn hóa và nghệ thuật. Khu vực này cũng có số lượng lớn ký túc xá trong thành phố. Tại La Candelaria, có nhiều bảo tàng, bao gồm Bảo tàng Botero và Bảo tàng Vàng. Gần La Candelaria là Cerro Monserrate, nơi du khách có thể đến bằng cáp treo hoặc đường sắt leo núi. Các khách sạn nằm gần Ciudad Salitre là dành cho du khách những người thực hiện các điểm dừng ngắn ở Bogotá và gần sân bay quốc tế El Dorado.
Các địa danh và điểm du lịch quan trọng ở Bogotá bao gồm vườn thực vật José Celestino Mutis, La Quinta de Bolivar, đài quan sát quốc gia, đài thiên văn, Maloka, điểm quan sát Colpatria, điểm quan sát La Calera, tượng đài của cờ Mỹ và La Candelaria (quận lịch sử của thành phố). Ngoài ra còn có Usaquen, một địa danh thuộc địa, nơi bữa nửa buổi và chợ trời vào Chủ Nhật là một hoạt động truyền thống. Thành phố có nhiều công viên cây xanh và công viên giải trí như Salitre Magico hoặc Mundo Aventura.
Các khu vực xanh bao quanh Bogota là địa điểm hoàn hảo cho các hoạt động du lịch sinh thái và đi bộ đường dài, ở vùng núi phía đông của thành phố, chỉ cách vài phút đi bộ từ những con đường chính, có Quebrada La vieja và Thác Chapinero, hai trong số nhiều điểm xanh để tham quan và du lịch với không khí trong lành.
Ngoài ra còn có một số khu vực của thành phố, nơi các nhà hàng tốt có thể được tìm thấy. Khu G, T Zone và La Macarena nổi tiếng với các dịch vụ ẩm thực của họ.
Từ những năm 2000, các chuỗi khách sạn lớn đã được thành lập trong thành phố. Bogota có một sự đa dạng văn hóa lớn, đến từ các vùng khác nhau của đất nước, cho phép du khách biết đa văn hóa của đất nước mà không cần phải đi du lịch đến các thành phố khác, bao gồm ẩm thực và các lễ hội khác nhau.

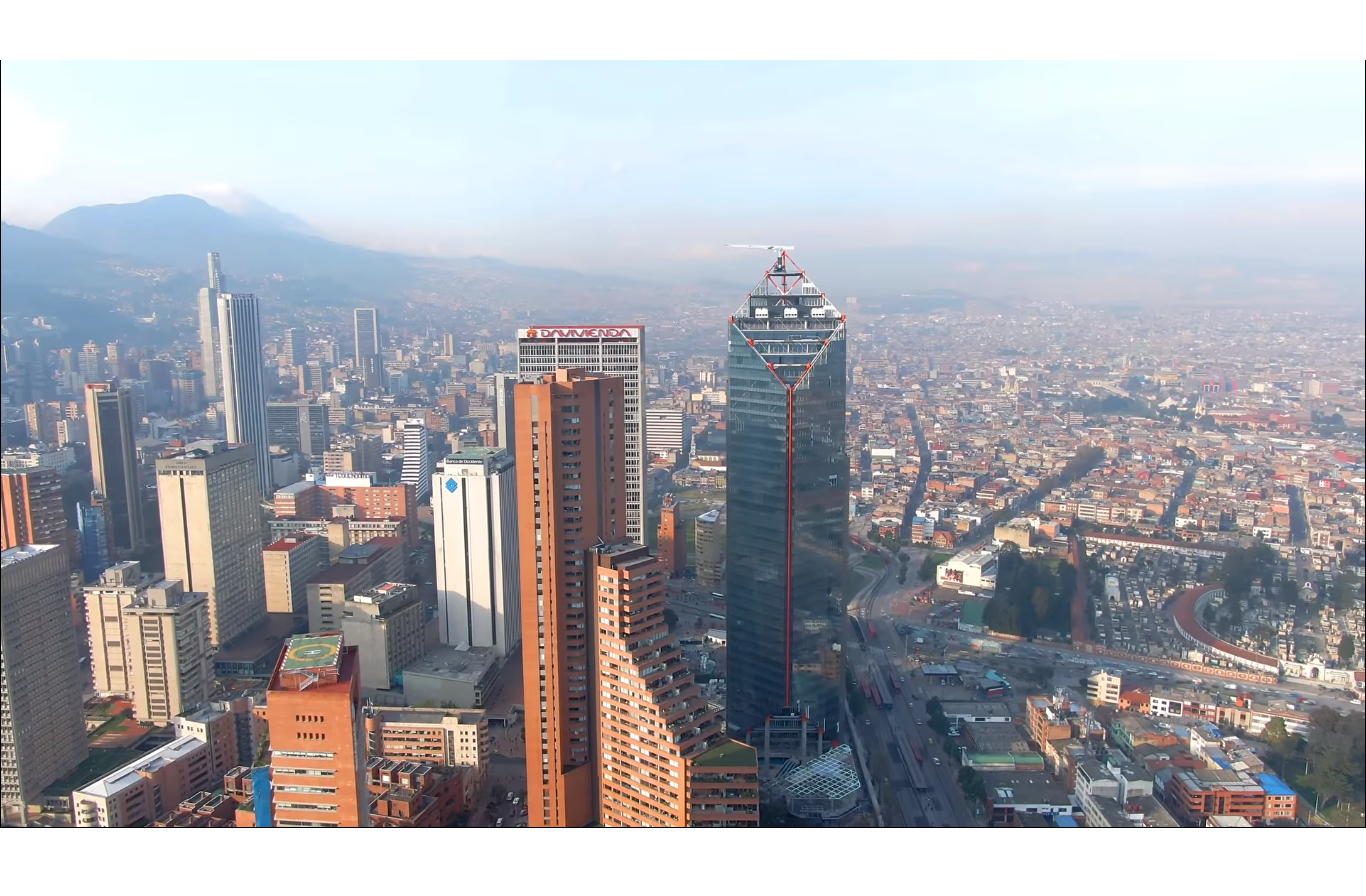
Toàn cảnh khu trung tâm quốc tế ở Bogotá

## Giao thông

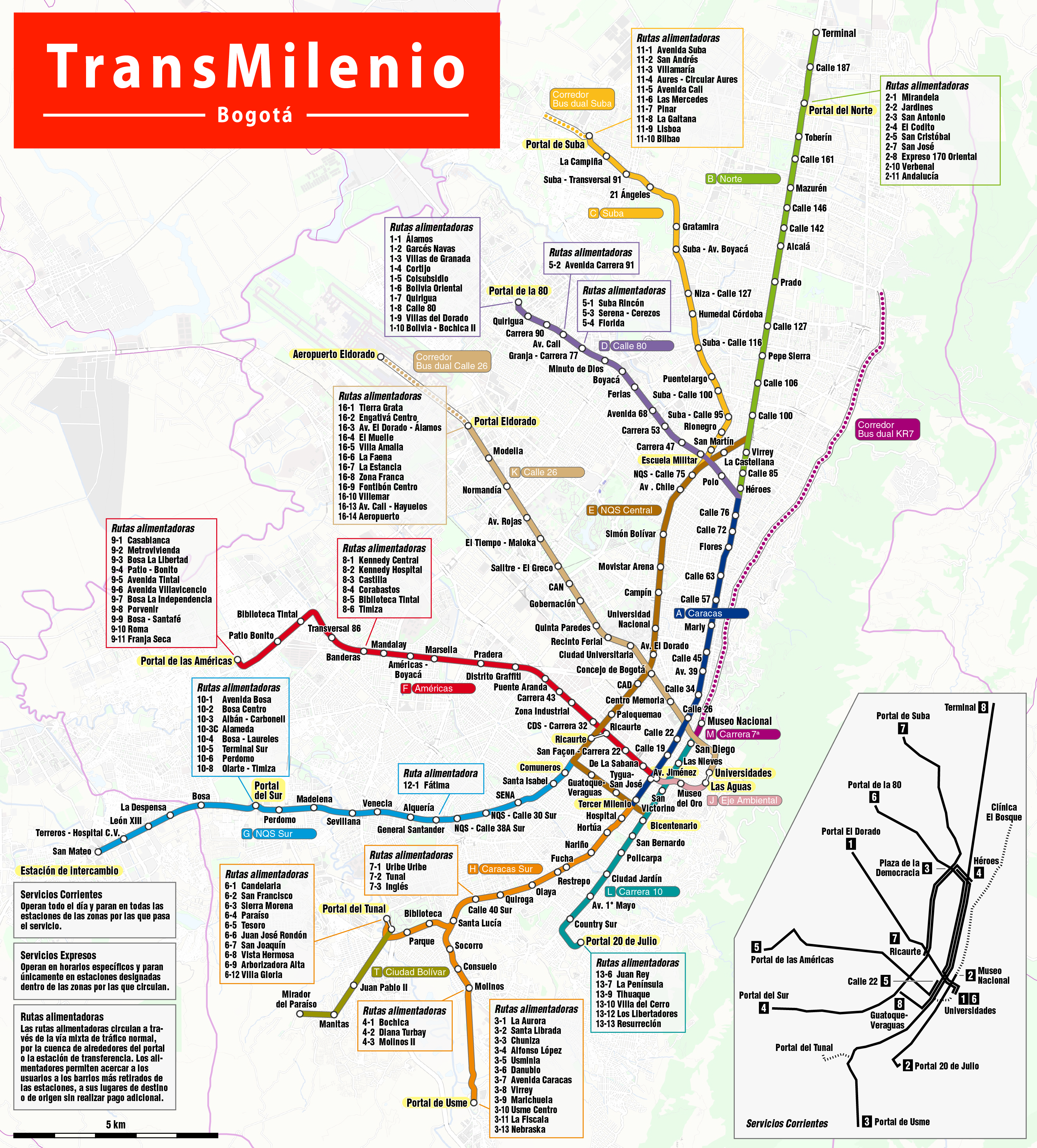
Bản đồ hệ thống TransMilenio.

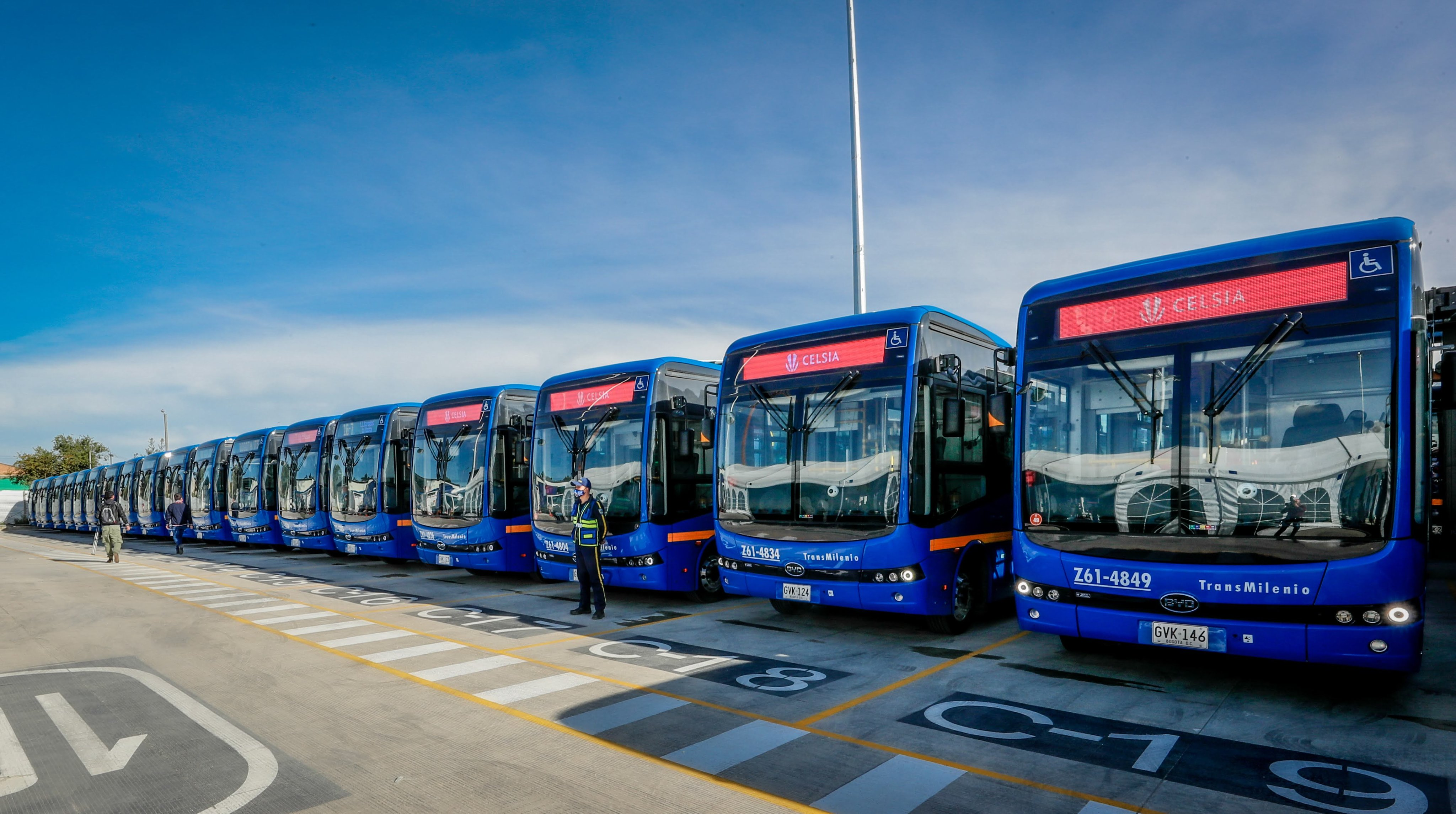
Xe buýt điện ở Bogotá, là thành phố có nhiều xe buýt điện nhất bên ngoài Trung Quốc.

Sự tăng trưởng của Bogotá đã gây tắc nghẽn trên các con đường nội ô và đường cao tốc của thành phố, nhưng từ năm 1998 những nỗ lực đáng kể để nâng cấp cơ sở hạ tầng đã được thực hiện. Quyền sở hữu xe hơi tư nhân tạo thành một phần lớn của tắc nghẽn, ngoài taxi, xe buýt và xe thương mại. Xe buýt vẫn là phương tiện chính của phương tiện công cộng. Có hai hệ thống xe buýt: hệ thống truyền thống và TransMilenio.
Hệ thống truyền thống chạy một loạt các loại xe buýt, được điều hành bởi một số công ty trên đường phố và con đường bình thường: Xe buýt (xe buýt lớn), Buseta (xe buýt cỡ trung bình) và Colectivo (xe tải hoặc xe tải nhỏ). Các xe buýt lớn hơn được chia thành hai loại: Ejecutivo, ban đầu là một dịch vụ cao cấp và không mang theo hành khách đứng, và phục vụ hoặc phục vụ bình thường. Kể từ tháng 5 năm 2008, tất cả các xe buýt đều hoạt động như các dịch vụ corriente. Bogotá là một trung tâm cho các tuyến xe buýt trong nước và quốc tế. Nhà ga Bogotá phục vụ các tuyến đến hầu hết các thành phố và thị trấn ở Colombia và là tuyến đường lớn nhất trong cả nước. Có dịch vụ quốc tế đến các nước lân cận như Ecuador, Peru và Venezuela.

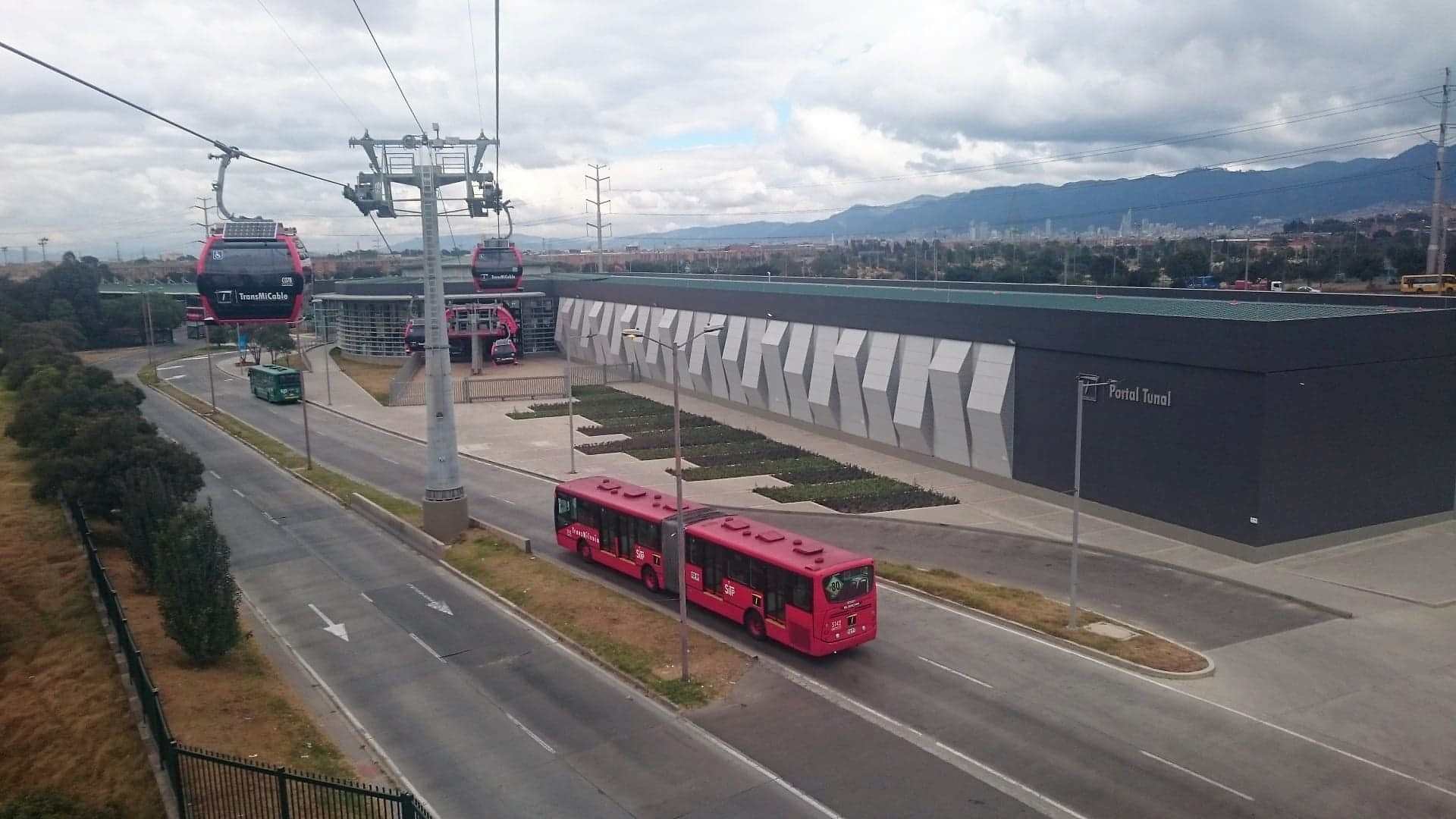
Cáp treo của Bogota

Hệ thống TransMilenio được tạo ra trong nhiệm kỳ thị trưởng của Enrique Peñalosa, và là một hình thức vận chuyển nhanh bằng xe buýt đã được triển khai như một biện pháp để bù đắp cho việc thiếu một hệ thống tàu điện ngầm hoặc đường sắt. TransMilenio kết hợp các xe buýt có khớp nối hoạt động trên các tuyến đường xe buýt chuyên dụng (xe buýt) và các xe buýt nhỏ hơn (xe chạy) hoạt động trong các khu dân cư, đưa hành khách vào lưới điện chính. Các tuyến đường chính của TransMilenio là: Đại lộ Caracas, Xa lộ phía Bắc (Autopista Norte), Đường 80, Đại lộ American, Đại lộ Jiménez và Đại lộ 30 (còn được gọi là Norte Quito Sur hoặc N.Q.S.). Tuyến đường cho Đại lộ Suba và Xa lộ phía Nam (Autopista Sur), chân phía nam của Đại lộ 30, được khai trương vào tháng 4 năm 2006. Giai đoạn thứ ba của hệ thống sẽ bao gồm Đại lộ số 7, Đại lộ số 10 và Đường 26 (hoặc Avenida El Dorado). Hệ thống được lên kế hoạch bao phủ toàn bộ thành phố vào năm 2030. Mặc dù Transmilenio mang hành khách đến nhiều góc của thành phố, nhưng đắt hơn (0,80 USD hoặc 2300 COP) so với bất kỳ phương tiện công cộng nào, ngoại trừ taxi.
Mặc dù tắc nghẽn mãn tính của thành phố, nhiều ý tưởng được ban hành trong những năm Peñalosa được coi là giải pháp hiệu quả về chi phí, hiệu quả và độc đáo. Ngoài TransMilenio, chính quyền Peñalosa và những người trưng cầu được cử tri chấp thuận đã giúp thiết lập các hạn chế đi lại trên những chiếc xe có số tấm biển số nhất định trong giờ cao điểm gọi là Pico y placa; 121 km (75 dặm) Ciclovía vào ngày chủ nhật và các ngày lễ lớn; một hệ thống lớn (376 km (234 mi) tính đến năm 2013) của đường dành cho xe đạp và các làn đường tách biệt được gọi là ciclorrutas; và loại bỏ hàng ngàn chỗ đỗ xe trong một nỗ lực để làm cho đường giao thông thân thiện với người đi bộ hơn và không khuyến khích sử dụng xe hơi. Ciclorrutas là một trong những mạng lưới đường đi xe đạp chuyên dụng rộng lớn nhất của bất kỳ thành phố trên thế giới, với tổng hạn 376 km (234 dặm). Nó kéo dài từ phía bắc của thành phố, đường 170th, về phía nam, đường 27th, và từ Monserrate về phía đông đến sông Bogotá ở phía tây. Ciclorruta được bắt đầu bởi chính quyền Antanas Mockus 1995–1998 với một vài cây số, và được mở rộng đáng kể trong sự quản lý của Thị trưởng Peñalosa với sự phát triển của Kế Hoạch Tổng Thể Xe Đạp và việc bổ sung hàng trăm cây số trong phạm vi. Kể từ khi xây dựng việc sử dụng xe đạp ciclorruta trong thành phố đã tăng lên, và một tuần miễn phí xe hơi đã được giới thiệu vào năm 2014.

### Hàng không

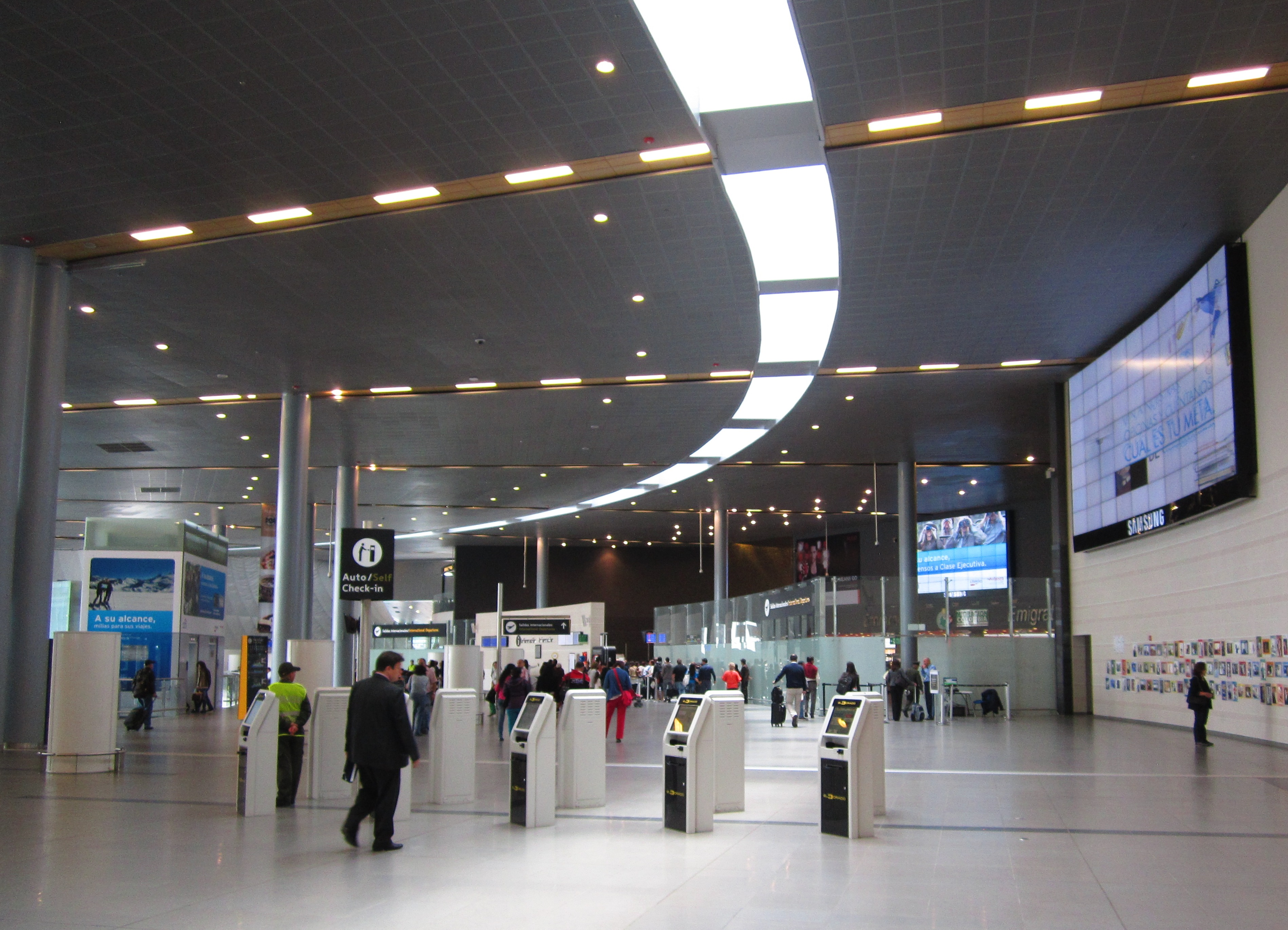
sân bay quốc tế El Dorado

Sân bay chính của Bogotá là sân bay quốc tế El Dorado với diện tích xấp xỉ 6,9 km² nằm ở phía tây trung tâm thành phố ở Fontibón. Do vị trí gần trung tâm ở Colombia và Mỹ Latin, nó là một trung tâm vận chuyển của các chuyến bay quốc tế và nội địa. Đây là sân bay quan trọng thứ ba ở Mỹ Latinh sau Sân bay quốc tế Thành phố México và sân bay quốc tế São Paulo – Guarulhos và đây là sân bay quan trọng nhất ở Colombia. Việc xây dựng sân bay được Gustavo Rojas Pinilla (Chủ tịch thứ 19 của Colombia) đề xuất vào năm 1955 để thay thế Aeropuerto de Techo. Do vị trí trung tâm của nó ở Colombia và ở Mỹ Latinh, nó là một trung tâm của Colombia Flagship Carrier Avianca, Copa Airlines Colombia và LATAM Colombia. Nó cũng được phục vụ bởi một số hãng hàng không quốc tế bao gồm American, Delta, United, Jet Blue và Lufthansa. Hiện tại sân bay quốc gia đã bắt đầu chịu trách nhiệm nhiều hơn do tắc nghẽn tại sân bay quốc tế. Để đáp ứng nhu cầu cao của khoảng 27 triệu hành khách mỗi năm, một sân bay mới, El Dorado II, dự kiến sẽ được xây dựng vào năm 2021, để giúp giảm bớt giao thông tại sân bay chính.
Một sân bay thứ cấp, CATAM, phục vụ như là một cơ sở cho hàng không quân sự và cảnh sát. Sân bay này, sử dụng đường băng của El Dorado cuối cùng sẽ chuyển đến Madrid, một thị trấn gần đó trong vùng Cundinamarca, để lại thêm không gian để mở rộng El Dorado.
Sân bay Guaymaral là một sân bay nhỏ khác nằm ở ranh giới phía bắc của Bogota. Nó được sử dụng chủ yếu cho các hoạt động hàng không tư nhân.